# Jozef Norocký
Jozef Norocký (* 29. října 1953) je bývalý slovenský fotbalista, záložník.

## Fotbalová kariéra
V československé lize hrál za ZVL Žilina a ZŤS Košice. Nastoupil ve ligových 135 utkáních a dal 9 gólů. Vítěz Slovenského a finalista Československého poháru 1980. V nižších soutěžích hrál i za Iskru Partizánske, Duklu Prešov a Spartak ZŤS Dubnica.

## Ligová bilance
| Ročník                                      | Zápasy | Góly | Klub                |
| ------------------------------------------- | ------ | ---- | ------------------- |
| 1. československá fotbalová liga 1976/77    | 2      | 0    | ZVL Žilina          |
| 1. československá fotbalová liga 1978/79    | 14     | 1    | ZŤS Košice          |
| 1. československá fotbalová liga 1979/80    | 30     | 0    | ZŤS Košice          |
| 1. československá fotbalová liga 1980/81    | 28     | 1    | ZŤS Košice          |
| 1. slovenská národní fotbalová liga 1981/82 | 29     | 2    | ZŤS Košice          |
| 1. československá fotbalová liga 1982/83    | 29     | 4    | ZVL Žilina          |
| 1. československá fotbalová liga 1983/84    | 28     | 1    | ZVL Žilina          |
| 1. československá fotbalová liga 1984/85    | 4      | 1    | ZVL Žilina          |
| 1. slovenská národní fotbalová liga 1984/85 | 7      | 0    | Spartak ZŤS Dubnica |
| CELKEM 1. liga                              | 135    | 9    |                     |